# Åbygda
Åbygda är en by i Bindals kommun i Nordland fylke i norra Norge. Byn ligger vid fylkesväg 7200, sydöst om kommunens centralort Terråk. Den har cirka 100 invånare som i huvudsak livnär sig på lantbruk. Genom byn rinner älven Åelva, som är en del av det reglerade vattendraget Åbjøra. I älven finns gott om lax. På gården Hårstad, som ligger mitt i bygden, föddes polarfararen Otto Sverdrup. Bygden har en gammal båtbyggartradition där Bindalsfæringen produceras.